# Museo dell'occupazione dell'Estonia

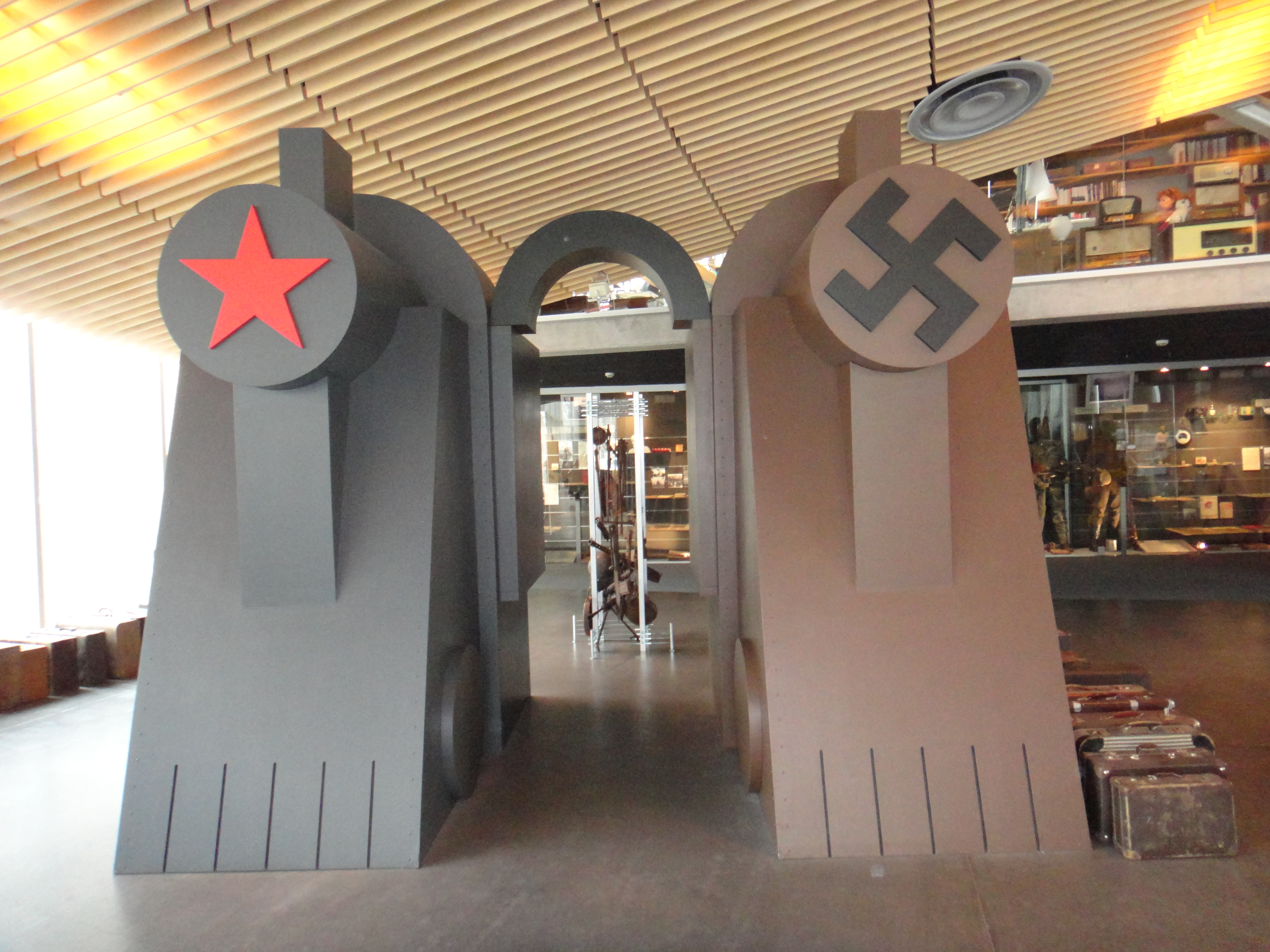
Esposizione dell'occupazione sovietica e nazista all'interno del museo.

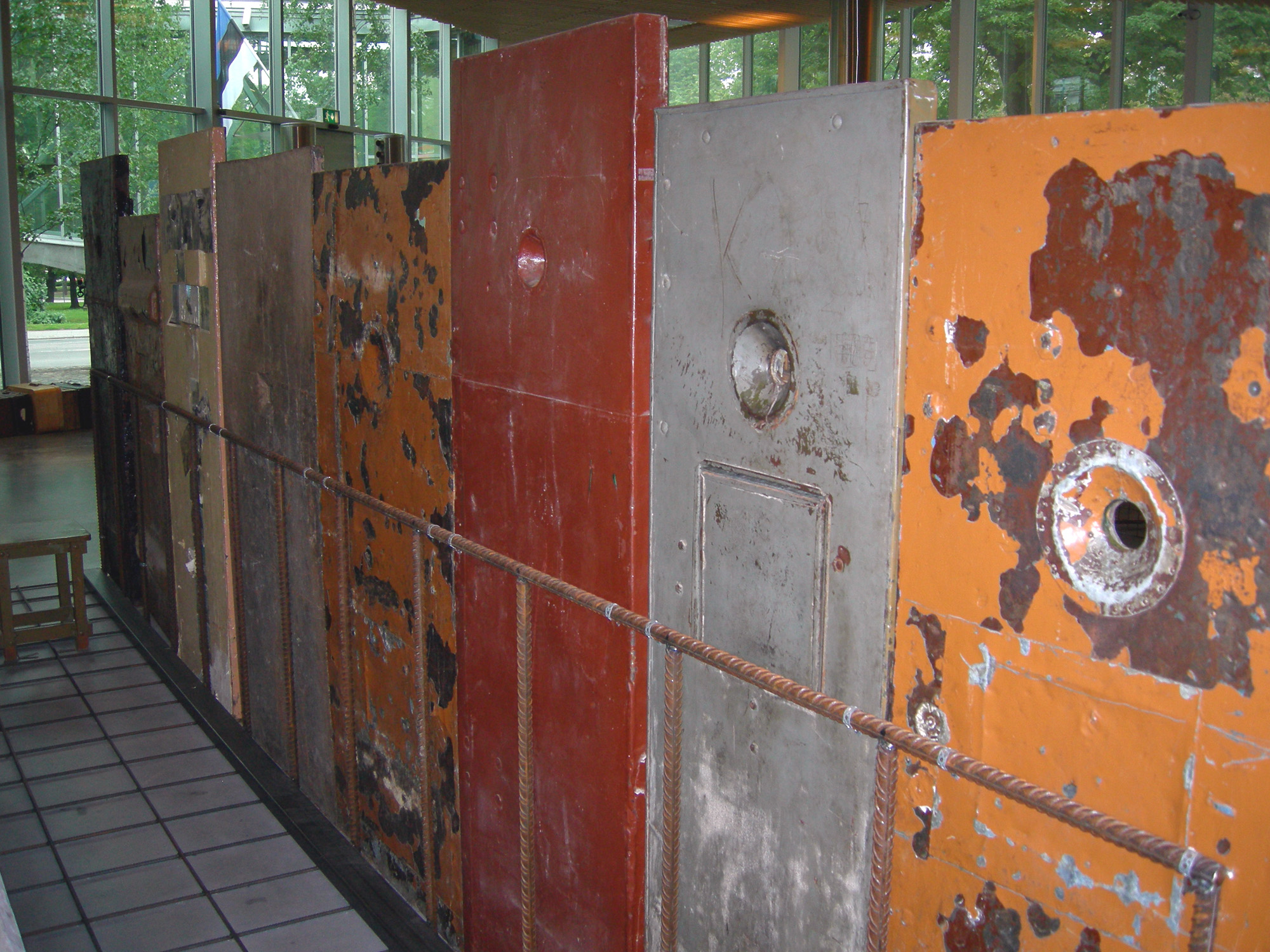
Porte stagne, delle prigioni sovietiche

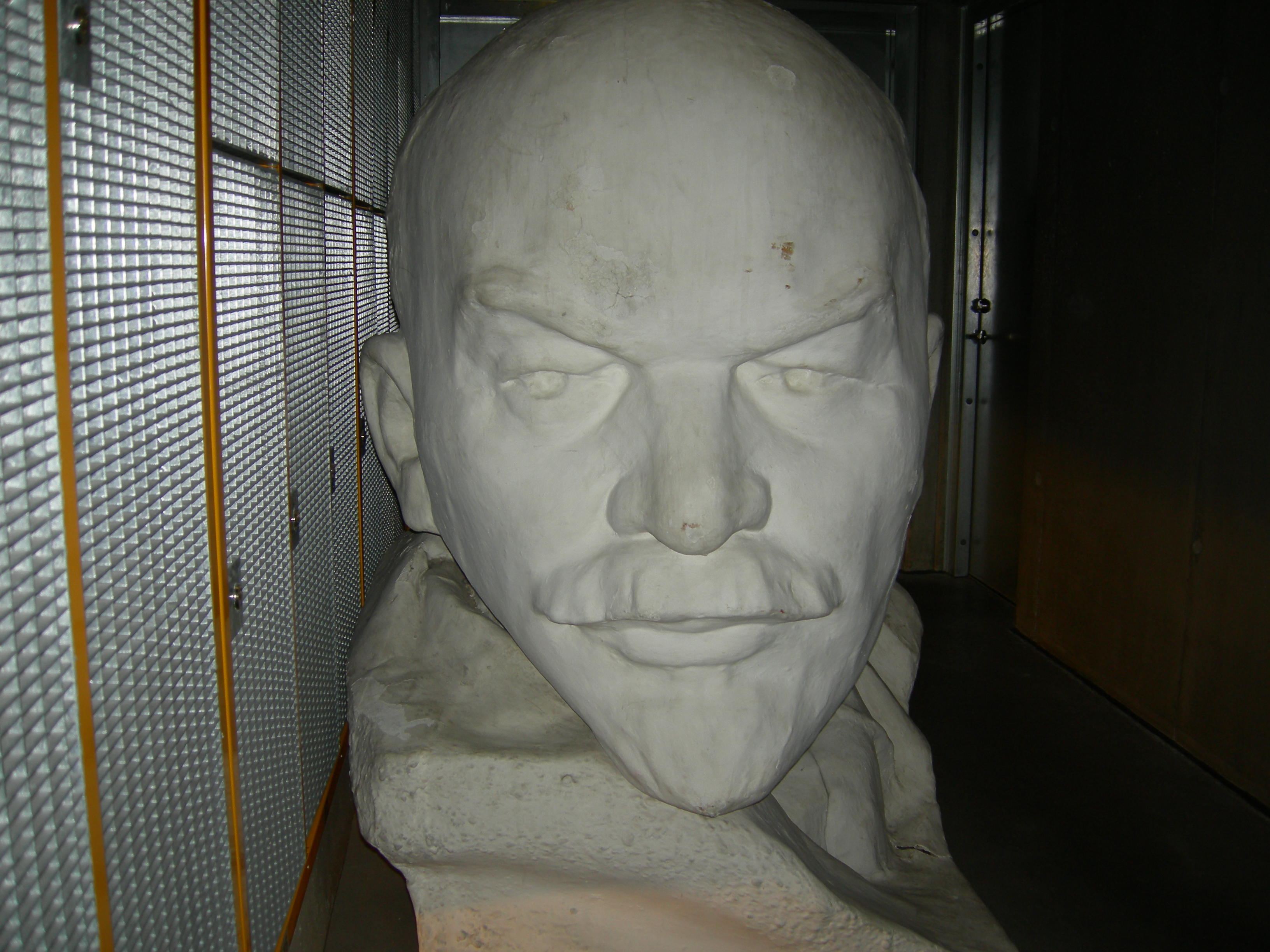
Testa di Lenin

Il Museo dell'occupazione dell'Estonia (in estone: Okupatsioonide muuseum) è situato nella capitale, Tallinn, all'angolo tra Toompea Street e Karli Boulevard. È stato inaugurato il 1º luglio del 2003, ed è un'esposizione dedicata al periodo di storia dell'Estonia compreso fra il 1940 e il 1991.
Furono questi gli anni in cui lo stato estone fu invaso ed occupato: inizialmente dall'Unione Sovietica (1940-1941); poi durante la seconda guerra mondiale, per tre anni dai tedeschi e quindi nuovamente dai sovietici, dal 1944 fino al 20 agosto 1991, quando l'Estonia ridivenne indipendente.
Il museo è gestito dalla Fondazione Kistler-Ritso. Questa fondazione deve il nome alla dottoressa Olga Kistler-Ritso, la presidente ed anche la principale finanziatrice della fondazione stessa. I membri iniziarono a raccogliere articoli sull'occupazione e sulle deportazioni sovietiche, per il museo e per studi storici, a partire dal 1999.
È un museo dedicato alla memoria, per non dimenticare coloro che non poterono rientrare nella loro madrepatria e furono deportati nei gulag e lager, poiché vittime delle atrocità e delle repressioni dei regimi totalitari, sia sovietico che nazista.
Una speciale cooperazione organizzativa è stata raggiunta con la Commissione internazionale estone per i crimini contro l'umanità, la Commissione estone di stato per l'analisi delle politiche di repressione, l'associazione Memento, il Centro ricerche sull'era sovietica in Estonia, così come con l'associazione del Memorial russo, dedicata alle vittime della repressione sovietica, oltre ad associazioni minori.